# Орибо
Орибо́ (фр. Auribeau) — коммуна на юго-востоке Франции в регионе Прованс — Альпы — Лазурный Берег, департамент Воклюз, округ Апт, кантон Апт.

## Географическое положение
Коммуна Орибо лежит на северных отрогах Люберона к северу от самой высокой горы Люберона Мурр-Негр и расположена в 55 км к востоку от Авиньона — административного центра (префектуры) и в 9 км к юго-востоку от Апта. Соседние коммуны: Сен-Мартен-де-Кастийон на северо-востоке, Кастелле на востоке, Бюу на западе, Апт и Сеньон на северо-западе.
Площадь коммуны — 7,5 км², население — 70 человек (2006) с тенденцией к росту: 74 человека (2012), плотность населения — 9,9 чел/км².

### Гидрография
В окестностях коммуны расположен ручей Валлон-де-Петарель, один из источников Эг-Брэн, притока Дюранса.

## Демография
Население коммуны в 2011 году составляло 75 человек, а в 2012 году — 74 человека.
| 1962 | 1968 | 1975 | 1982 | 1990 | 1999 | 2006 | 2008 | 2010 | 2011 | 2012 |
| ---- | ---- | ---- | ---- | ---- | ---- | ---- | ---- | ---- | ---- | ---- |
| 16   | 22   | 30   | 38   | 46   | 59   | 70   | 73   | 75   | 75   | 74   |

Динамика населения:

## Достопримечательности
- Часовня Сен-Пьер в окрестностях Орибо, вторая половина XII века. Посвящена епископу Апта в 1161—1182 годах Пьеру де Сен-Поль.

- Часовня
- Здание мэрии